# Richard Ellmann
Richard Ellmann (Highland Park, 15 marzo 1918 – Oxford, 13 maggio 1987) è stato un critico letterario e biografo statunitense. Era uno specialista delle biografie di scrittori irlandesi come James Joyce, Oscar Wilde, e William Butler Yeats. In particolare, la sua biografia di James Joyce (1959) che gli valse il National Book Award  l'anno successivo, è considerata una delle migliori biografie del XX secolo, e — nella versione riveduta del 1982 — è stata ulteriormente premiata con il James Tait Black Memorial Prize e il Duff Cooper Prize. La sua biografia di Oscar Wilde gli valse nel 1989 il Premio Pulitzer per la biografia e autobiografia.

## Biografia
Nacque — secondo di tre maschi — da James Isaac Ellmann, un avvocato ebreo-romeno immigrato negli USA, e dalla moglie di costui, Jeanette Barsook, anche lei trasferitasi da Kiev. Studiò all'Università Yale (di cui poi sarebbe divenuto docente), dove, con Charles Feidelson, Jr., diede alle stampe l'antologia di somma importanza The Modern Tradition.
Insegnò dapprima alla Northwestern, e successivamente ad Oxford, prima di prendere servizio (peraltro a fronte di un lauto stipendio) come Robert W. Woodruff Professor  presso la Emory University (in Georgia), incarico ricoperto dal 1980 alla sua morte.
Venne a mancare all'età di 69 anni. Sua moglie Mary (1921 ? - 1989) era una saggista. Si sposarono nel 1949. Ebbero tre figli: Stephen, Lucy (nata nel 1956) e Maud (nata nel 1954). Queste ultime sono rispettivamente una romanziera e una docente universitaria.

## Fortuna letteraria ed accademica
In Yeats: The Man and the Masks, Ellmann trasse profitto dalle sue conversazioni con George Yeats e da migliaia di pagine di manoscritti inediti per redigere un esame critico della vita del poeta.
La sua biografia Oscar Wilde — Premio Pulitzer 1989 — è giudicata universalmente un punto di riferimento. Cogliendo lo spirito generoso e simpatetico di quel genio leggendario, esamina l'ascesa di Wilde all'eccellenza letteraria ed il tracollo della sua immagine pubblica. Da questo libro è stato tratto il film Wilde del 1997, per la regia di Brian Gilbert.
Malgrado queste prestazioni intellettuali già di per sé brillanti, Ellmann è probabilmente noto soprattutto per la sua magistrale biografia letteraria di James Joyce, un racconto particolarmente istruttivo della vita di una delle figure più influenti della letteratura del Novecento.
Anthony Burgess definì questo testo "la più grande biografia letteraria del secolo".
Ellmann usa la sua consumata conoscenza dell'ambiente irlandese per unire quattro luminari della letteratura in Four Dubliners: Wilde, Yeats, Joyce, e Samuel Beckett, una raccolta di saggi inizialmente donata alla Library of Congress.
Fu Goldsmiths' professor of English literature all'Università di Oxford dal 1970 al 1984, poi Professor Emeritus e membro del New College, Oxford tra il 1970 ed il 1987.
Molte carte ed oggetti raccolti da Ellmann furono acquisite dalla University of Tulsa . Altri manoscritti sono conservati all'Università di Northwestern, dipartimento bibliotecario di collezioni speciali.

## Opere
- Yeats: The Man and The Masks (1948; ed. riveduta 1979)
- The Identity of Yeats (1954; ed. riveduta 1964)
- cura di Stanislaus Joyce, My Brother's Keeper: James Joyce's Early Years, prefazione di T.S. Eliot (1958)
- introduzione a Arthur Symons, The Symbolist Movement in Literature (1958)
- cura di James Joyce, The Critical Writings (1959, con Ellsworth Mason)
- James Joyce (1959; ed. riveduta 1982)
  -  James Joyce, traduzione di Piero Bernardini, Milano, Feltrinelli, 1964. - II ed. riveduta, Collana I Fatti e le Idee: saggi e biografie, Feltrinelli, 1982, ISBN 978-88-072-2105-7.
  -  James Joyce, traduzione di Vittorio Santangelo, con un articolo di Dwight MacDonald, Collana Le Navi, Roma, Castelvecchi, 2014, ISBN 978-88-6826-200-6. - Collana Specchi, Castelvecchi, 2016, ISBN 978-88-694-4119-6; Collana Storie, Castelvecchi, 2022, ISBN 978-88-329-0732-2.
- cura di Edwardians and Late Victorians (1959)
- cura di The Modern Tradition: Backgrounds of Modern Literature (1965, con Charles Feidelson jr.)
- cura di Letters of James Joyce, vol. II (1966 [il primo vol. è a cura di Stuart Gilbert, 1957])
- cura di Letters of James Joyce, vol. III (1967)
- postfazione a Louis MacNeice, The Poetry of W. B. Yeats (1967)
- Yeats and Joyce (1967)
- introduzione e cura di James Joyce, Giacomo Joyce (1968)
  -  Giacomo Joyce, traduzione di Francesco Binni, Milano, Mondadori, 1968. - Guanda, Parma, 1983.
- Ulysses. A Short History, in James Joyce, Ulysses (1968, ed. riveduta 1986)
  - trad. di Giulio de Angelis, come introduzione a James Joyce, Ulisse, Mondadori, Milano 1988 (ed. riveduta 1994)
- cura di Oscar Wilde, A Collection of Critical Essays (1969, ed. riveduta 1971)
- Eminent Domain: Yeats among Wilde, Joyce, Pound, Eliot, and Auden (1970)
- cura di The Artist as Critic: Critical Writings of Oscar Wilde (1970)
- Literary Biography: An Inaugural Lecture Delivered Before the University of Oxford on May 4, 1971 (1971)
- Ulysses on the Liffey (1972)
- cura di The Norton Anthology of Modern Poetry (1973, con Robert O'Clair)
- Golden Codgers: Biographical Speculations (1973)
- cura di Selected Letters of James Joyce (1975)
- cura di Modern Poems: An Introduction to Poetry (1976, con Robert O'Clair)
- cura di The New Oxford Book of American Verse (1976)
- The Consciousness of Joyce (1977)
- James Joyce's Hundredth Birthday, Side and Front Views: A Lecture Delivered at the Library of Congress on March 10, 1982 (1982)
- introduzione e cura di Oscar Wilde, The Picture of Dorian Gray and Other Writings (1982)
  - trad. di Viola Papetti, in Oscar Wilde, Il ritratto di Dorian Gray. Fiabe e racconti. Teatro, BUR, Milano 2007
- Oscar Wilde at Oxford (1984)
- Yeats's Second Puberty: A Lecture Delivered at the Library of Congress on April 2, 1984 (1985)
- Samuel Beckett, Nayman of Noland: A Lecture Delivered at the Library of Congress on April 16, 1985 (1986)
- Oscar Wilde (1987; ed. riveduta da Horst Schroeder 2002) [da cui fu tratto il film omonimo nel 1997, regia di Brian Gilbert]
  -  Oscar Wilde. Una biografia, traduzione di Ettore Capriolo, Collana Osservatorio straniero, Milano, Rizzoli, 1991, ISBN 88-17-85442-5. - Mondadori, 2000, ISBN 978-88-044-7897-3 - Collana Oscar saggi n.727, Mondadori, 2002, ISBN 978-88-045-0972-1.
- Four Dubliners: Wilde, Yeats, Joyce, and Beckett (1987)
  -  Quattro dublinesi: Oscar Wilde, William Butler Yeats, James Joyce, Samuel Beckett, traduzione di Massimo Bacigalupo, Milano, Leonardo, 1989.
- A Long the Riverrun (1988)
  -  Fluidofiume. Joyce e tante altre passioni letterarie, traduzione di Gino Scatasta, Milano, Leonardo, 1991.
- Susan Dick (a cura di), Omnium Gatherum: Essays for Richard Ellmann (1989)
- cura di James Joyce, Poems and Shorter Writings: Including Epiphanies, Giacomo Joyce and A portrait of the Artist (1991)